# Partidul Popular Creștin Democrat (România)
Partidul Popular Creștin Democrat (PPCD) este denumirea sub care a funcționat între 2005 și 2006 Partidului Național-Țărănesc Creștin Democrat.

## Istoric
După guvernarea 1996 - 2000, aspru criticată, Partidul Național Tărănesc Creștin Democrat, principalul exponent al Convenției Democrate Române, nu a reușit să obțină numărul de voturi necesare trecerii pragului electoral.
În urma eșecului electoral din 2004, PNȚCD a pornit un proces de înnoire ideologica si de imagine. Schimbarile s-au reflectat in adoptarea unui nou statut și in schimbarea denumirii în Partidul Popular Creștin Democrat.
Pe 10 septembrie 2006 s-a revenit la denumirea inițială de Partidul Național Țărănesc Creștin Democrat (PNȚCD).